# Klaus Henzler
Klaus Henzler ist ein ehemaliger deutscher Basketballspieler.

## Laufbahn
1975 nahm Henzler mit der bundesdeutschen Kadettennationalmannschaft an der Europameisterschaftsrunde dieser Altersklasse teil.
Henzler gehörte von 1977 bis 1980 zur Bundesliga-Mannschaft des SSV Hagen und kam auch zu Einsätzen im europäischen Vereinswettbewerb Korać-Cup. Zur Saison 1980/81 veränderte sich der Flügelspieler zum Zweitligisten USC Heidelberg, mit dem er in seinem ersten Jahr in die Bundesliga aufstieg. Im Spieljahr 1981/82 stieg er mit dem USC wieder aus der höchsten deutschen Spielklasse ab. Henzler schloss sich 1982 dem 1. FC Bamberg an und verpasste mit der Mannschaft im Frühjahr 1982 den Klassenverbleib in der Bundesliga. Er verließ den FC anschließend. Später spielte der 1,92 Meter große Henzler beim Zweitligisten TuS 1925 Herten.